# Jeet
Jeet (Hindi: जीत, Urdu: جیت, übersetzt: Sieg) ist ein Bollywood-Film, der in Indien 1996 erschienen ist. 

## Handlung
Karan (Sunny Deol) ist der gefürchtete Killer für den Unterweltboss Gajraj Choudhary (Amrish Puri). Bei einer dieser kriminellen Aktionen von Karan kriegt er Schwierigkeiten mit Sidhart Sharma (Alok Nath) und seiner Tochter Kajal (Karisma Kapoor). Als er sie aufsucht, ist er auf einmal so fasziniert von Kajal, dass er sich in sie verliebt und seine Pläne vergisst. Anfangs meidet Kajal Karans Annäherungen ihr gegenüber, aber nachdem Karan sein früheres Leben aufgibt und mit der Hilfe eines Waisenjungen namens Time Pass (Master Mohsin), der den Kuppler spielt, fängt auch Kajal an Karan zu lieben. Sidhart Sharma, der total gegen die Beziehung ist, entscheidet, dass Kajal mit Raju (Salman Khan), dem Sohn seines Kindheitsfreundes Ramakant Sahay (Dalip Tahil), verheiratet werden soll, der auch in Kajal verliebt ist und nichts von ihrer Beziehung zu Karan weiß. Kajal ist nun in dem Dilemma, ihre Liebe zu Karan zu opfern und Raju zu heiraten, um ihrem Vater zu gehorchen. Sie entscheidet sich dafür, ihren Vater glücklich zu machen und will Raju ihrem Vater zuliebe heiraten.